# Brava Mina 2
Brava Mina 2 è una raccolta della cantante italiana Mina, pubblicato nel 1999.
Il disco non fa parte della discografia ufficiale dell'artista e contiene alcuni brani composti tra il 1959 (anno di pubblicazione di Tintarella di luna) al 1967 (anno di pubblicazione di Tu non mi lascerai).

## Tracce
1. Il cielo in una stanza – 2:57 (testo: Toang, Gino Paoli, Mogol)
2. Una casa in cima al mondo – 2:59 (testo: Pino Donaggio, Vito Pallavicini)
3. Soli – 3:01 (testo: Bruno Canfora, Castellano e Pipolo)
4. E... (E adesso sono tua) – 3:00 (testo: Alberto Testa, Hammers)
5. Un bacio è troppo poco – 2:24 (testo: Antonio Amurri, Bruno Canfora)
6. Io sono quel che sono – 2:10 (testo: Enrico Polito, Mogol)
7. Ora o mai più – 2:22 (testo: Antonio Amurri, Gianni Ferrio)
8. Nessuno – 2:14 (testo: Wilma De Angelis, Betty Curtis)
9. Tintarella di luna – 2:58 (testo: Franco Migliacci, Bruno De Filippi)
10. Un buco nella sabbia – 2:21 (testo: Alberto Testa, Piero Soffici)
11. L'ultima occasione – 2:44 (testo: Climax, Tony Del Monaco)
12. Tu non mi lascerai – 2:19 (testo: Giovanni D'Anzi, Leo Chiosso, Michele Galdieri)
13. My Melanchony Baby – 3:21 (testo: George Norton, Ernie Burnett)
14. Ebb Tide – 2:43 (testo: Carl Sigman, Robert Maxwell)